# Corrector ortogràfic
|  | No s'ha de confondre amb Corrector de textos. |

Un verificador o corrector ortogràfic és, en informàtica, una aplicació de programari que s'utilitza per analitzar textos per a detectar i, de manera automàtica o manual, corregir faltes ortogràfiques.

## Descripció
No s'ha de confondre l'ortografia amb la gramàtica. El corrector ortogràfic compara les paraules del text amb les paraules en un diccionari. Si les paraules del text es troben al diccionari, aquestes són acceptades; en cas contrari, el corrector proposa termes similars. La gramàtica, d'altra banda, comprova que les paraules del text (existents en el diccionari), compleixen certes normes de la gramàtica (ordre de les paraules, etc.) i de la semàntica (frases que tinguin sentit, etc.). Per a la correcció d'errors gramaticals, de puntuació o d'estil, cal utilitzar un corrector gramatical.
Un corrector ortogràfic no pot garantir que un text sigui correcte, ja que, encara que les paraules existeixin en el diccionari, poden haver-hi errors gramaticals o semàntics. Per exemple, la frase «Això es una proba» podria ser acceptada perquè la paraula "es" existeix com a pronom, encara que en aquest context caldria escriure «és» (del verb ser), i «proba» també existeix (femení de l'adjectiu probe -a 'que té probitat'), encara que aquí caldria escriure «prova» (substantiu 'intent; experiment; demostració'). Un corrector gramatical, com ara LanguageTool sí que pot detectar aquesta classe d'errors.

## Exemples

### Correctors ortogràfics
- AdHoc (corrector), corrector català per a MS-DOS, desenvolupat al Programa d'Informàtica Educativa
- Firefox, corrector multilingüe
- Aspell del projecte GNU;
- Entre els motors de cerca a Internet: Google o Yahoo!.

### Correctors gramaticals
- LanguageTool (codi obert)
- Microsoft Word (només en alguns idiomes)